# 투르누머구렐레

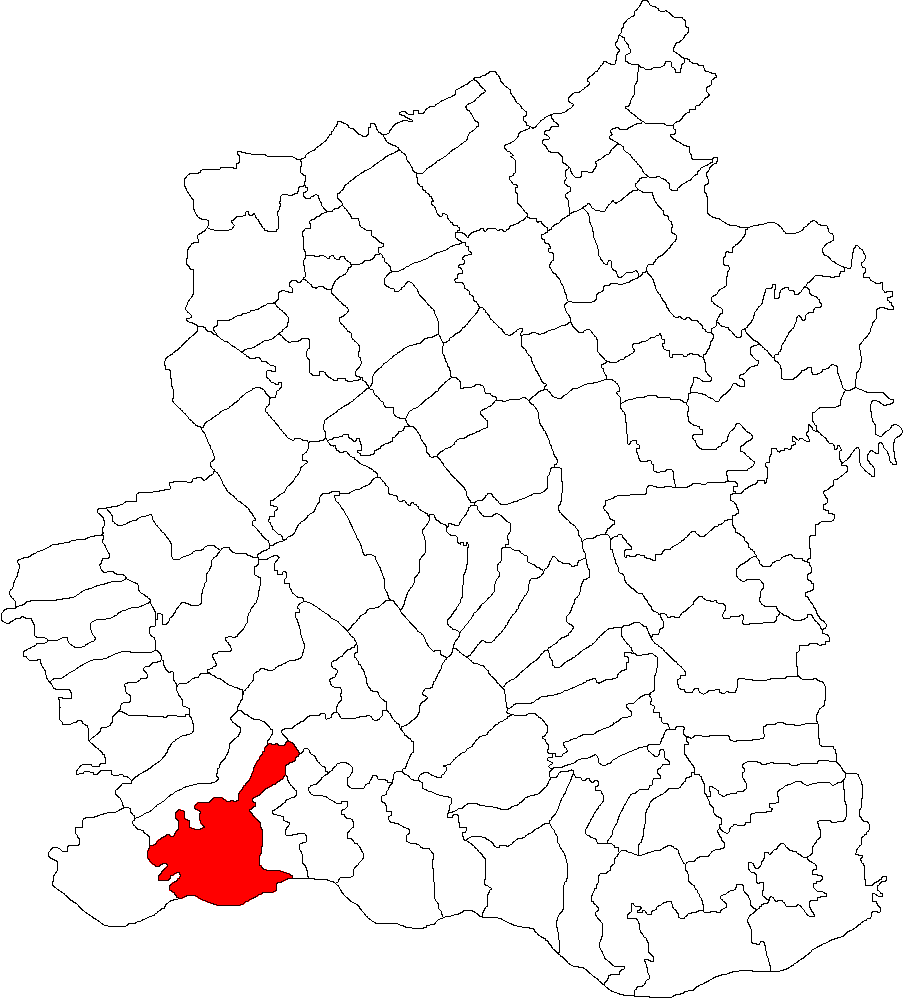
투르누머구렐레의 위치

투르누머구렐레(루마니아어: Turnu Măgurele)는 루마니아 텔레오르만 주에 위치한 도시로, 인구는 22,268명(2011년 기준)이며 올트강과 다뉴브강이 합류하는 지점의 북동쪽에 위치한다.
강 반대편에 자리잡은 불가리아 니코폴을 연결하는 페리가 지나간다. 로마 제국 시대인 330년 콘스탄티누스 1세에 의해 다리가 건설되었으며 도시 이름은 6세기 비잔틴 제국의 유스티니아누스 1세에 의해 건설된 "요새 탑"에서 유래된 이름이다. 1417년 오스만 제국에 정복되었으며 1829년 아드리아노플 조약에 따라 왈라키아에 편입되었다. 1839년 텔레오르만 주의 주도가 되었다.
1848년 인근에 있는 이슬라즈(Islaz) 마을에서 왈라키아 혁명이 일어났으며 루마니아 독립 전쟁 당시 불가리아의 전초기지 역할을 했던 도시이다. 주요 관광 명소로 성 하랄람비오스 성당이 있으며 1877년부터 1878년까지 일어난 루마니아 독립 전쟁에서 큰 역할을 했던 도시였음을 기념하기 위해 건립된 독립기념비가 있다.

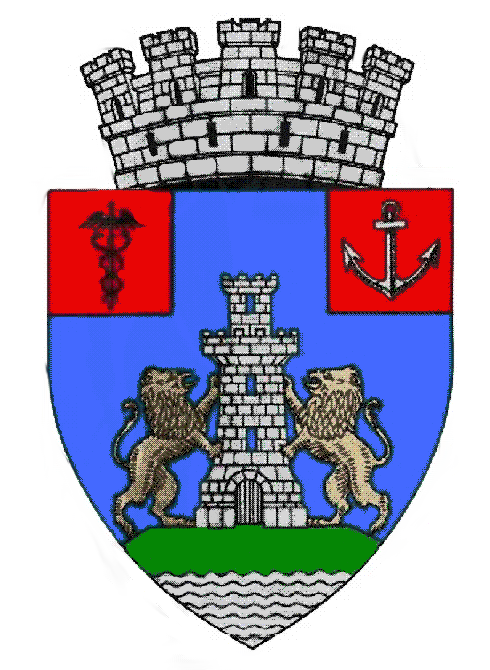
시 문장

## 인구
| 연도              | 인구   | ±%     |
| ----------------- | ------ | ------ |
| 1900              | 8,668  | —      |
| 1912              | 10,169 | +17.3% |
| 1930              | 16,950 | +66.7% |
| 1948              | 11,493 | −32.2% |
| 1956              | 18,055 | +57.1% |
| 1966              | 26,409 | +46.3% |
| 1977              | 32,341 | +22.5% |
| 1992              | 36,966 | +14.3% |
| 2002              | 30,187 | −18.3% |
| 2011              | 22,268 | −26.2% |
| 출처: Census data |        |        |

## 사진

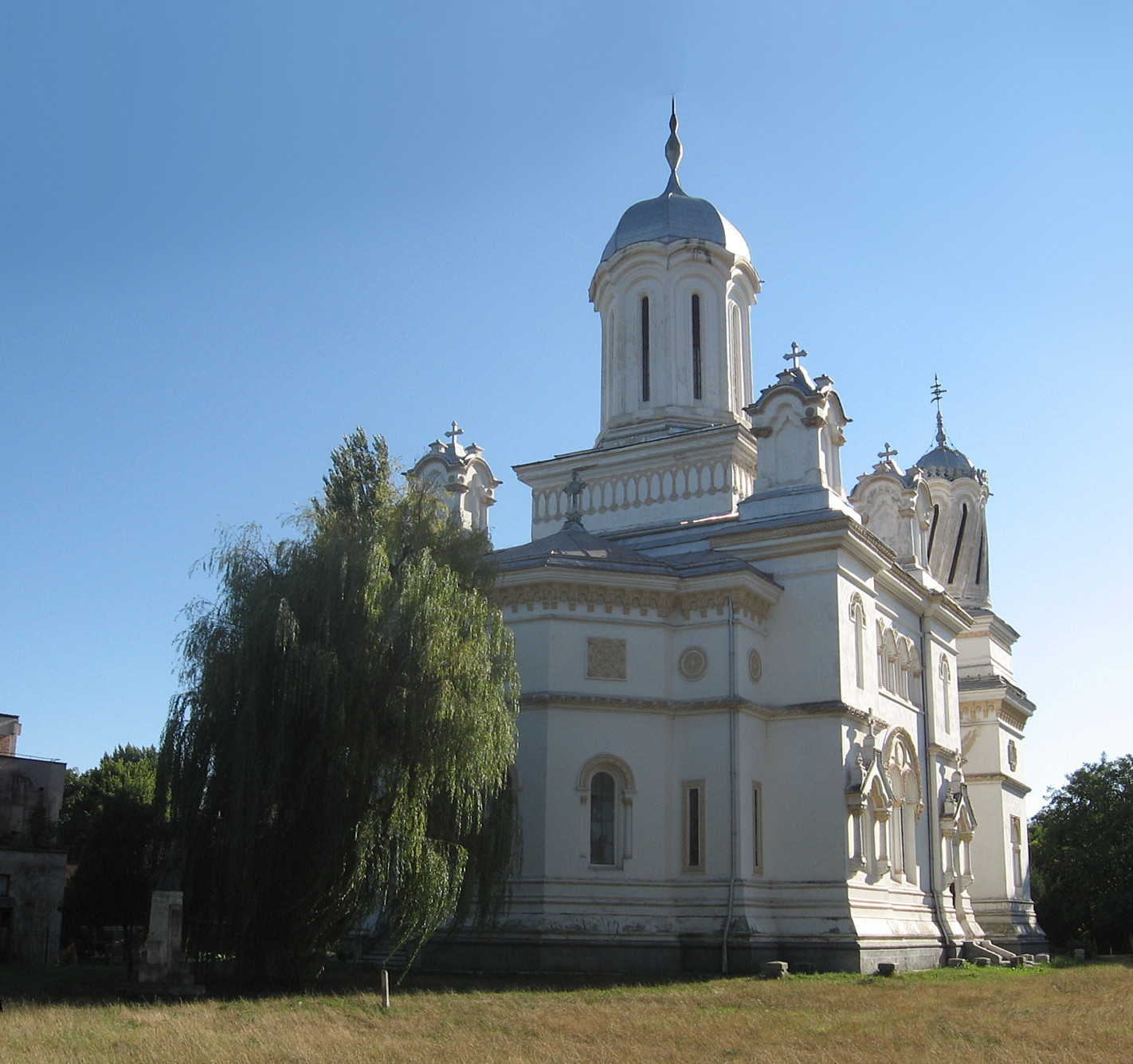
성 하랄람비오스 성당
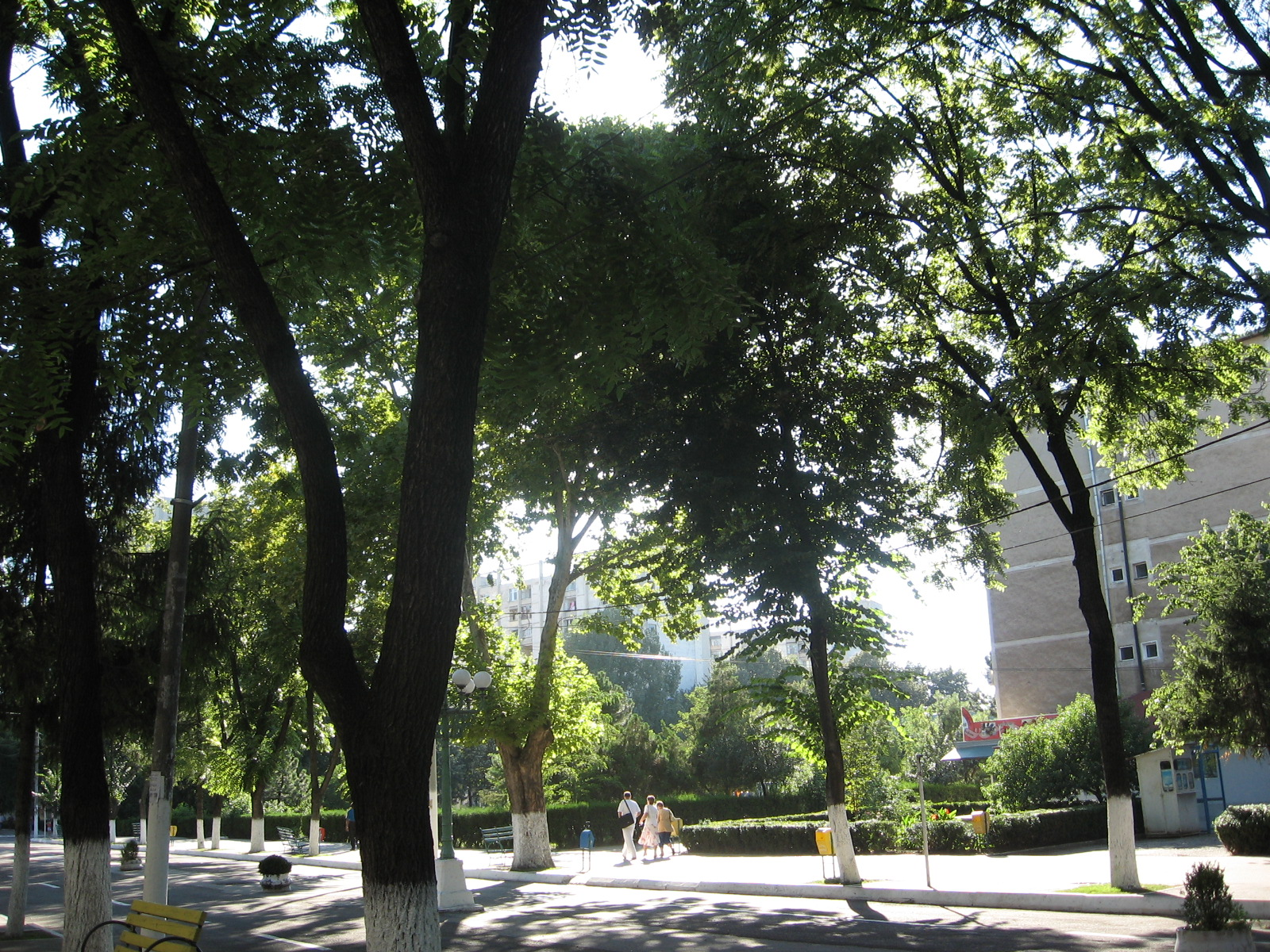
투르누머구렐레 시가지